# Linum tenuifolium
Linum tenuifolium är en linväxtart som beskrevs av Carl von Linné. Linum tenuifolium ingår i släktet linsläktet, och familjen linväxter. Inga underarter finns listade i Catalogue of Life.

## Bildgalleri

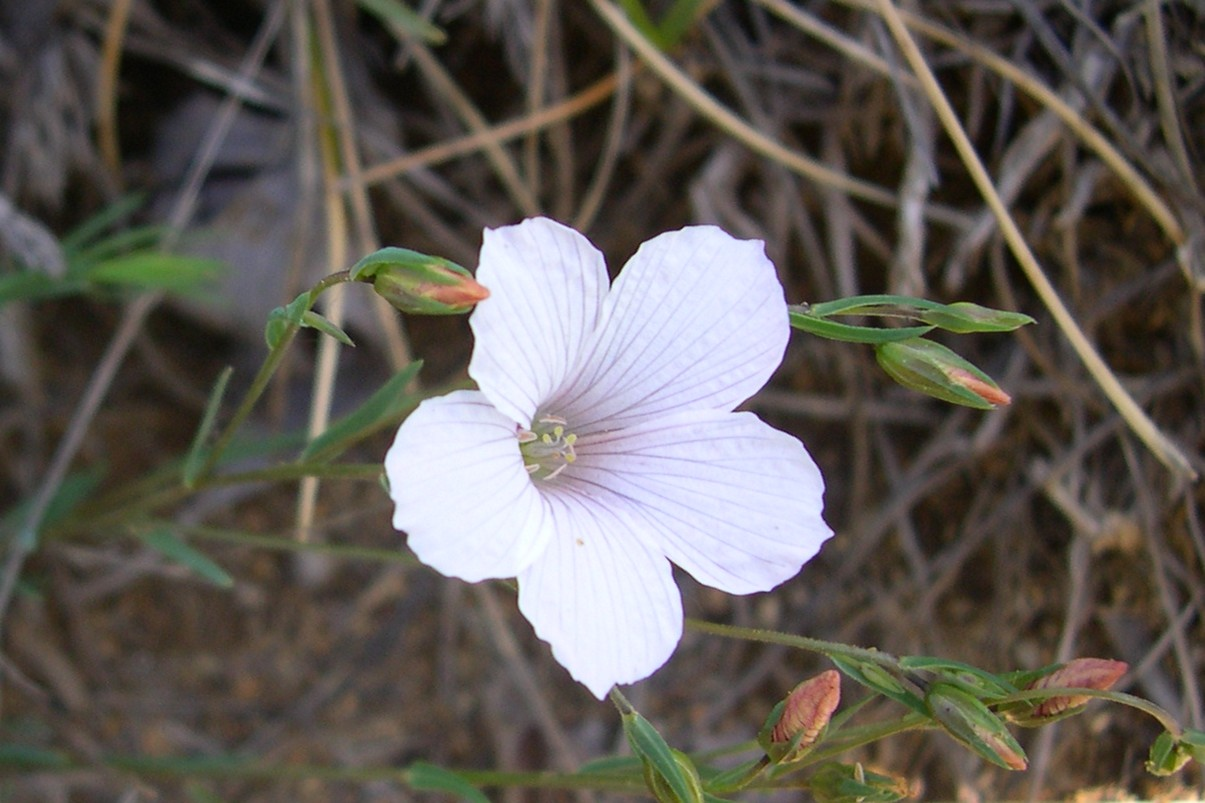
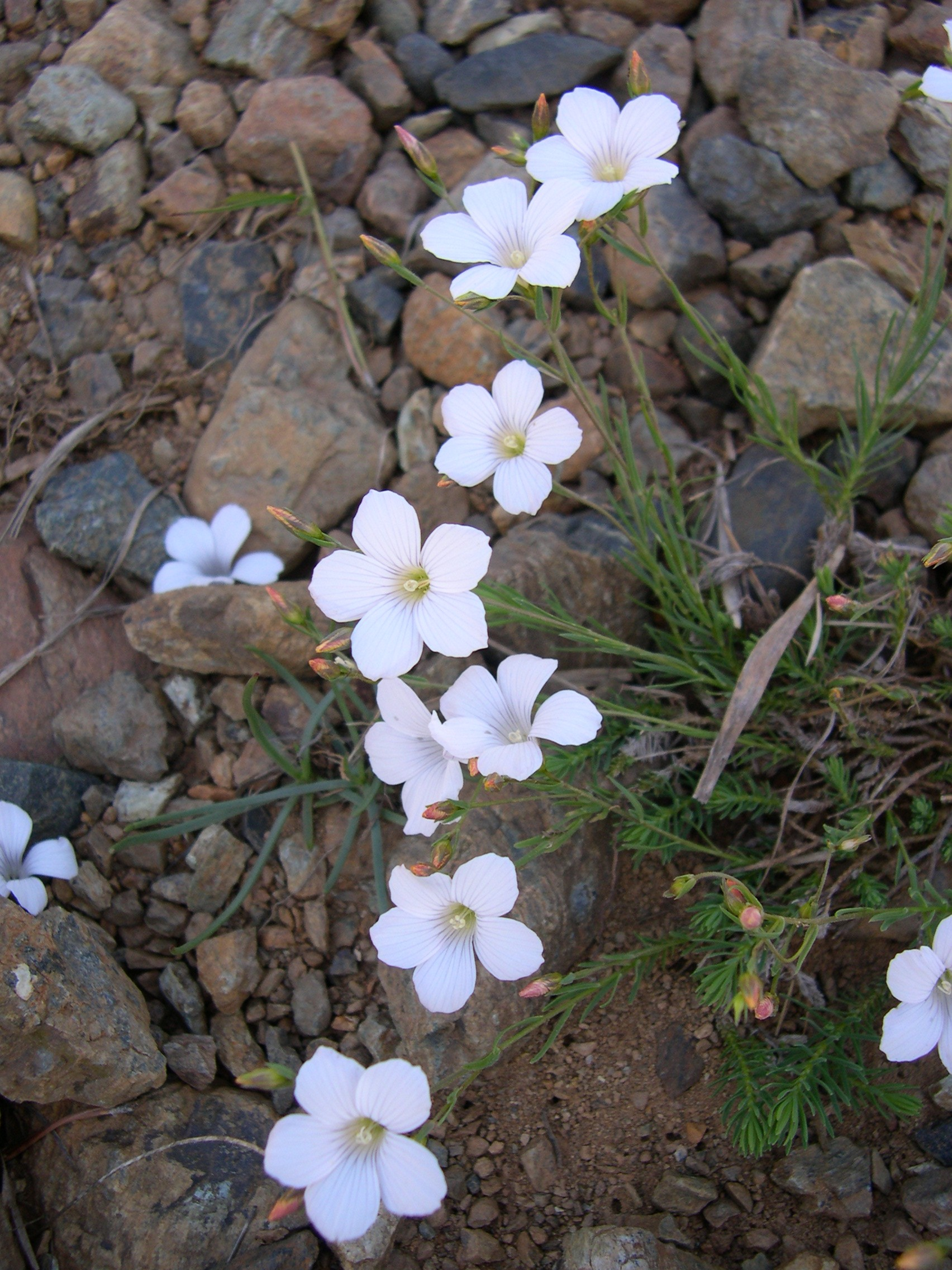
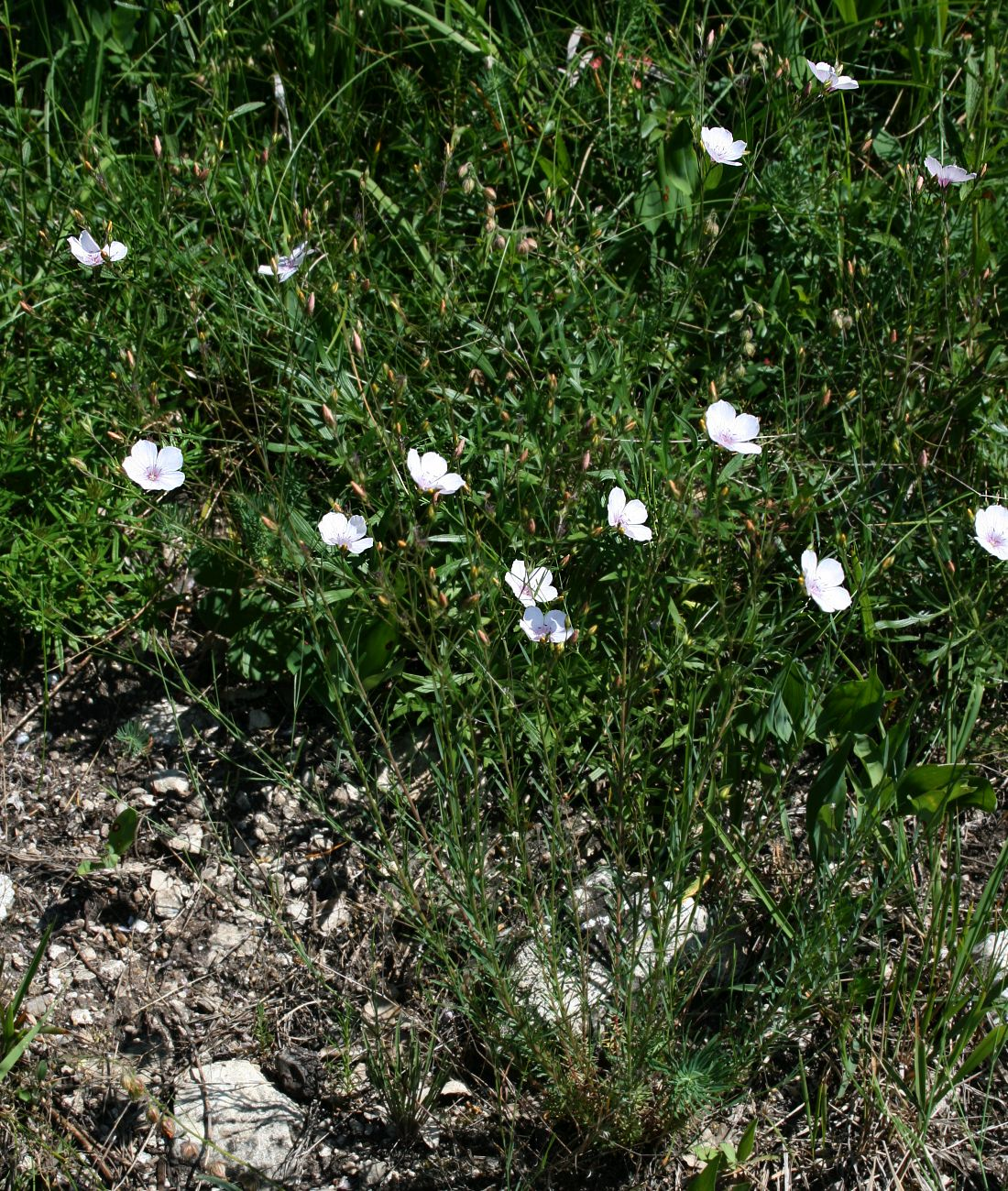
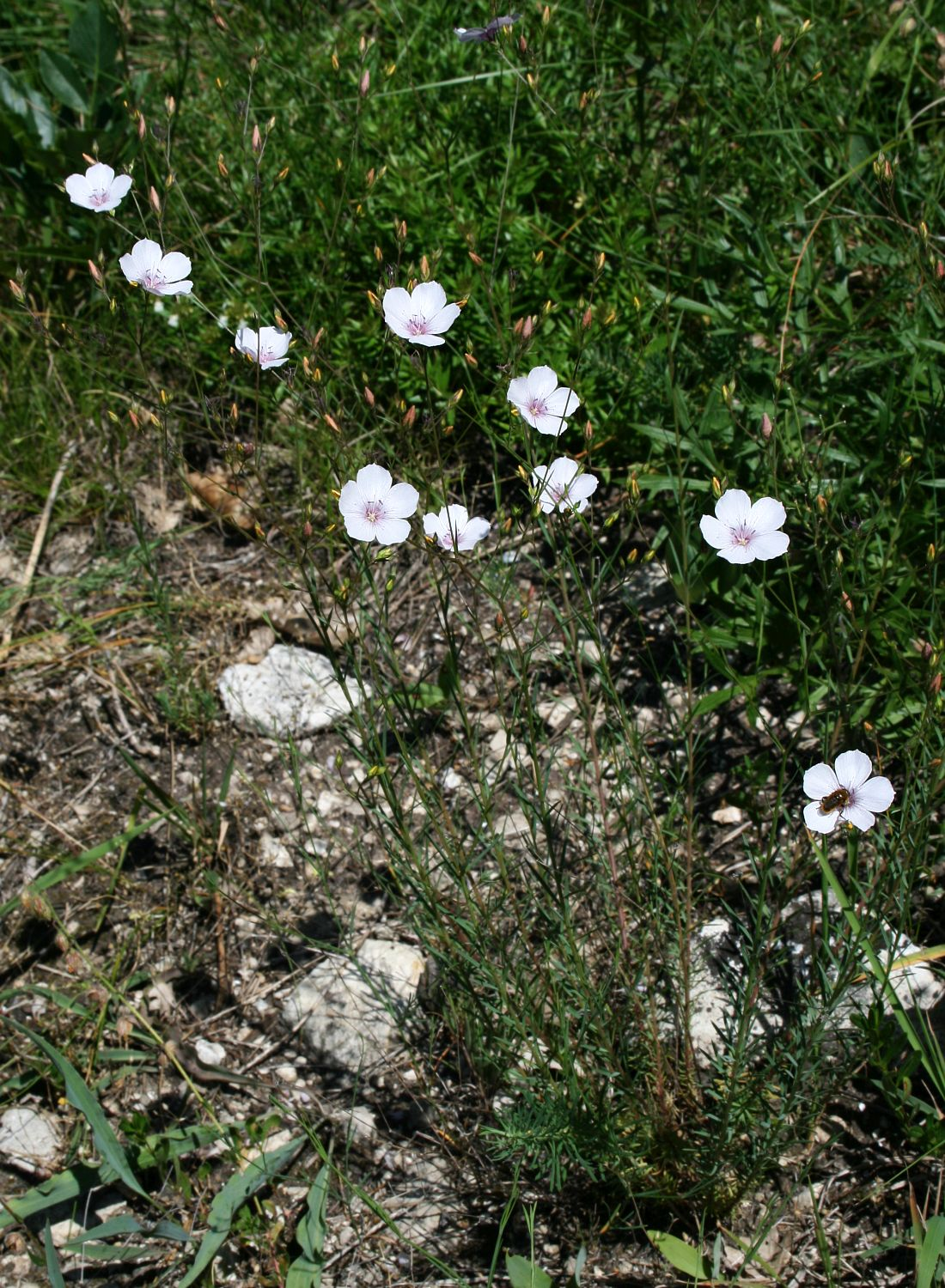
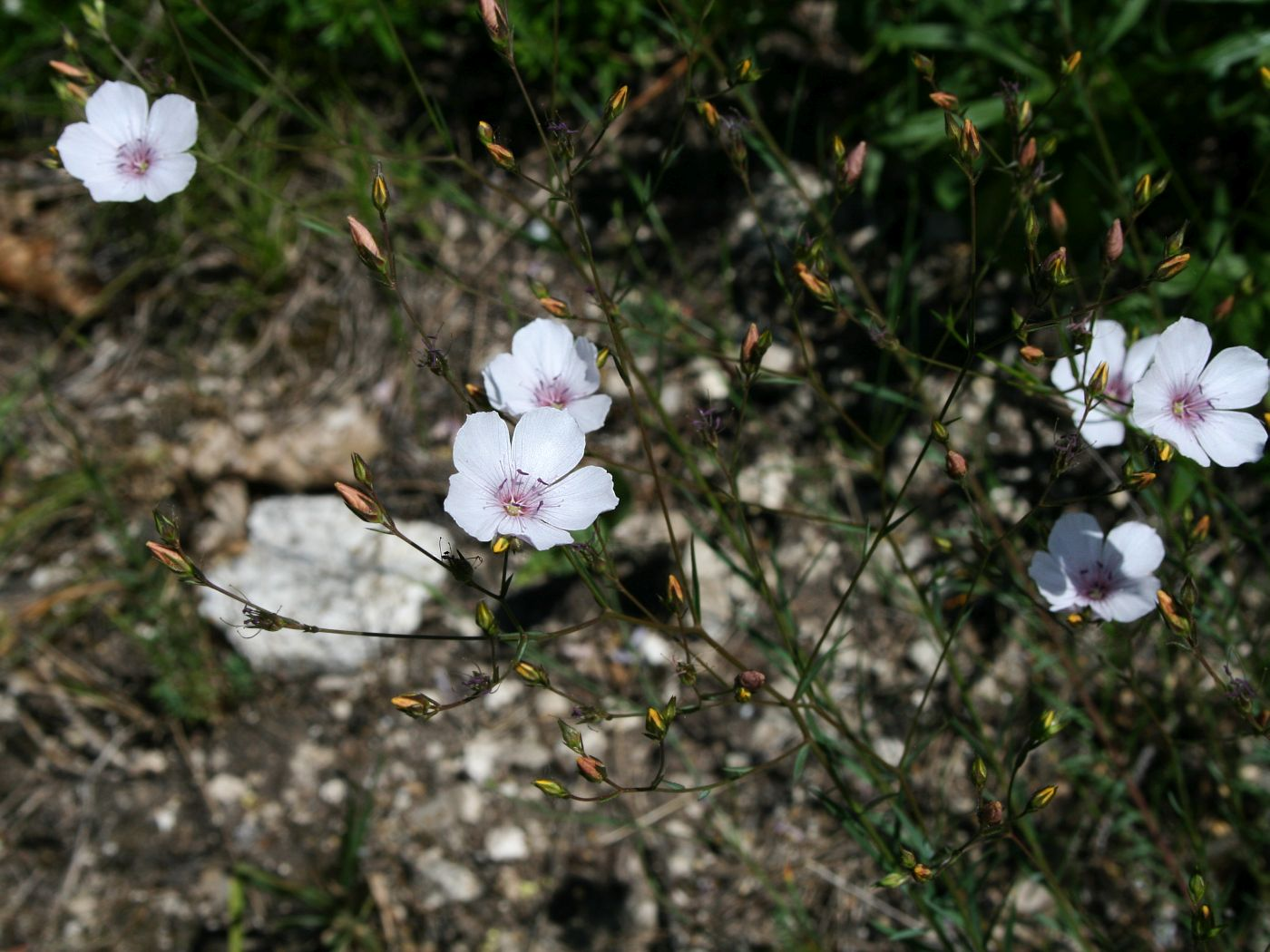
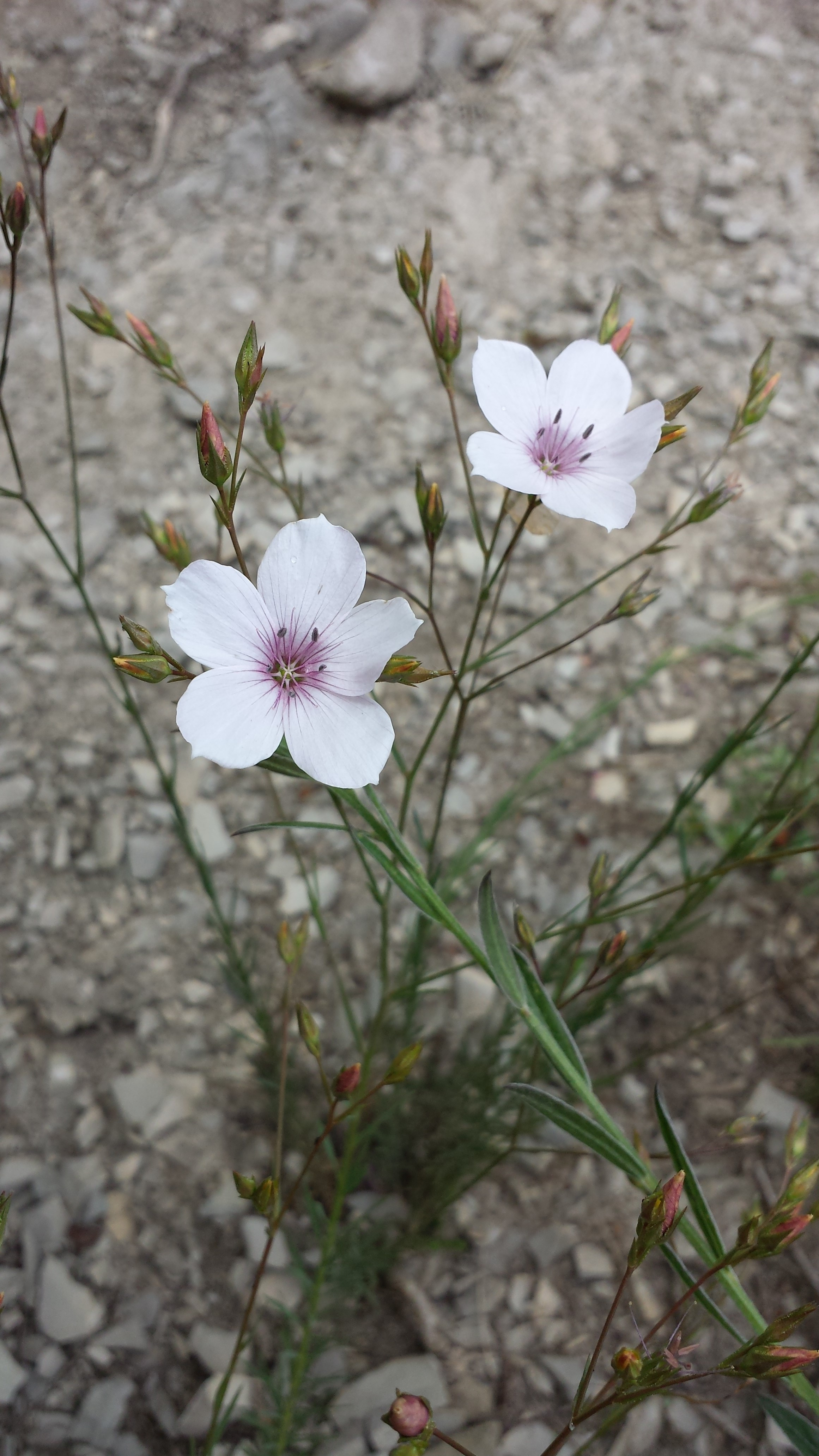